# Sophie Koner

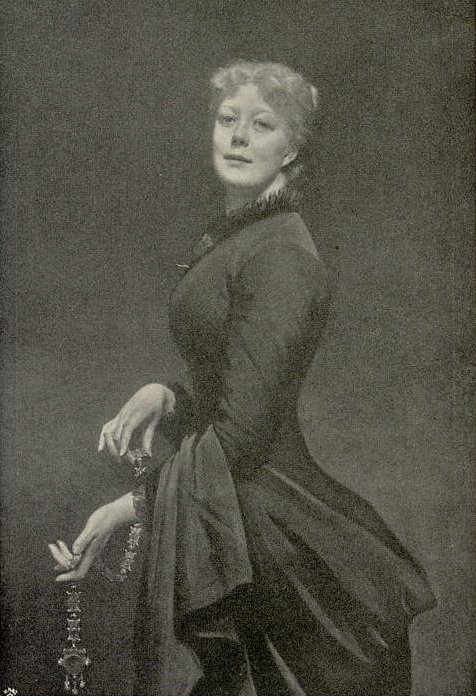
Portrait de Sophie Koner par Max Koner en 1884.

Sophie Koner (née Schäffer le 13 juillet 1855 à Londres et morte le 1er juin 1929 à Berlin) était une peintre allemande. Elle fut l'épouse de Max Koner.

## Biographie

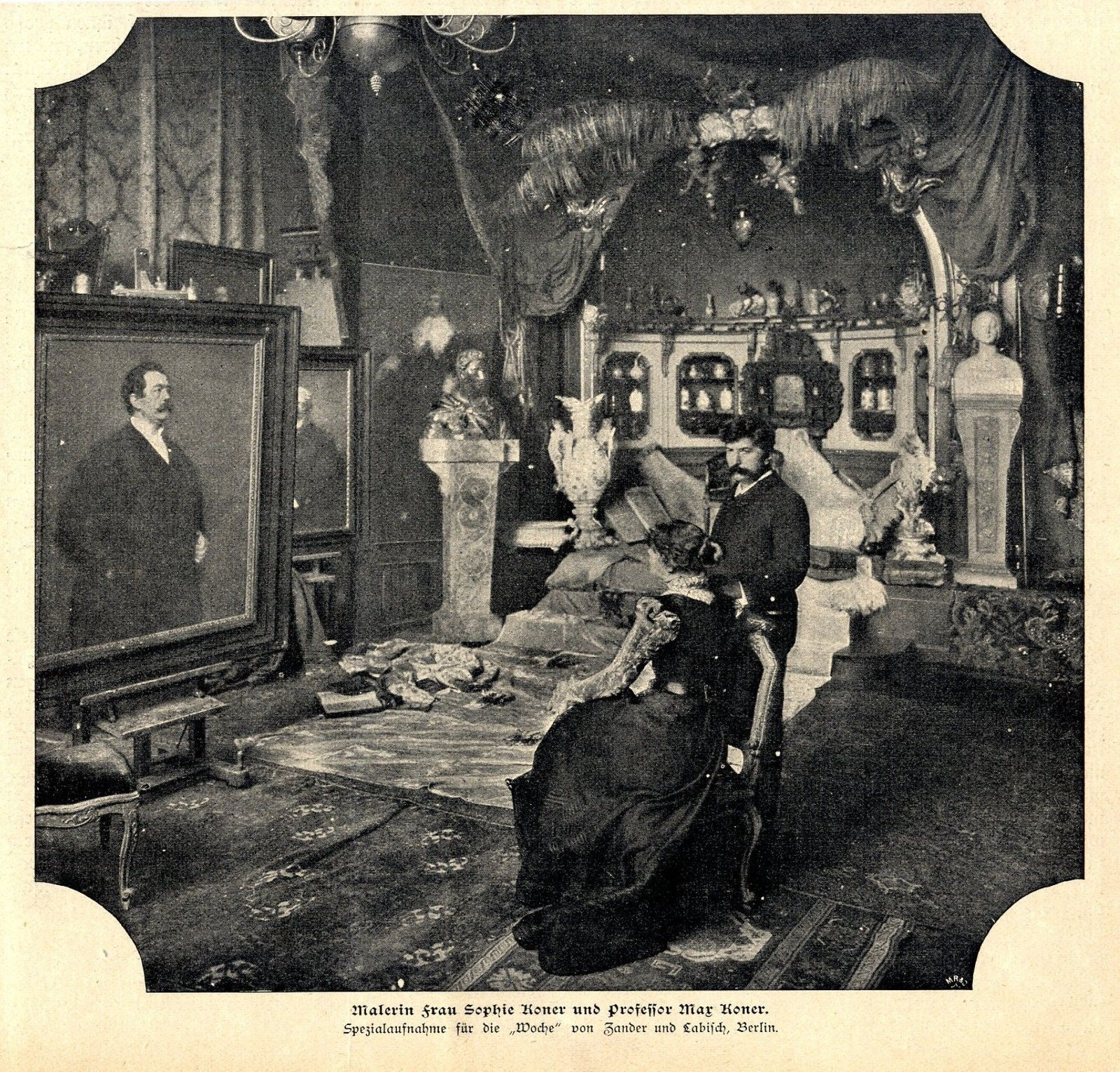
Sophie et Max Koner dans leur atelier en 1899.

Elle apprit la peinture à Paris chez Carolus-Duran puis à Berlin avec Max Koner, avec qui elle se maria en 1886.

## Galerie

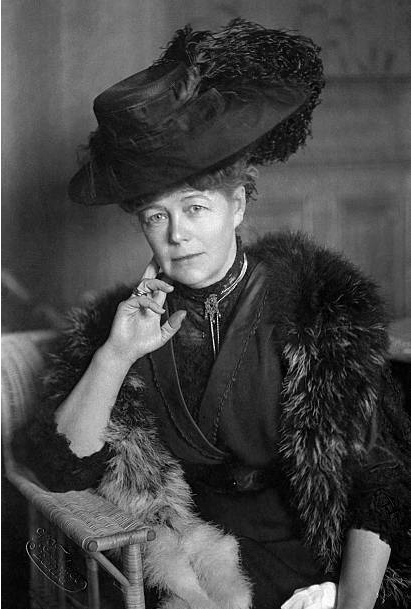
Sophie Koner par Wilhelm Fechner (de)
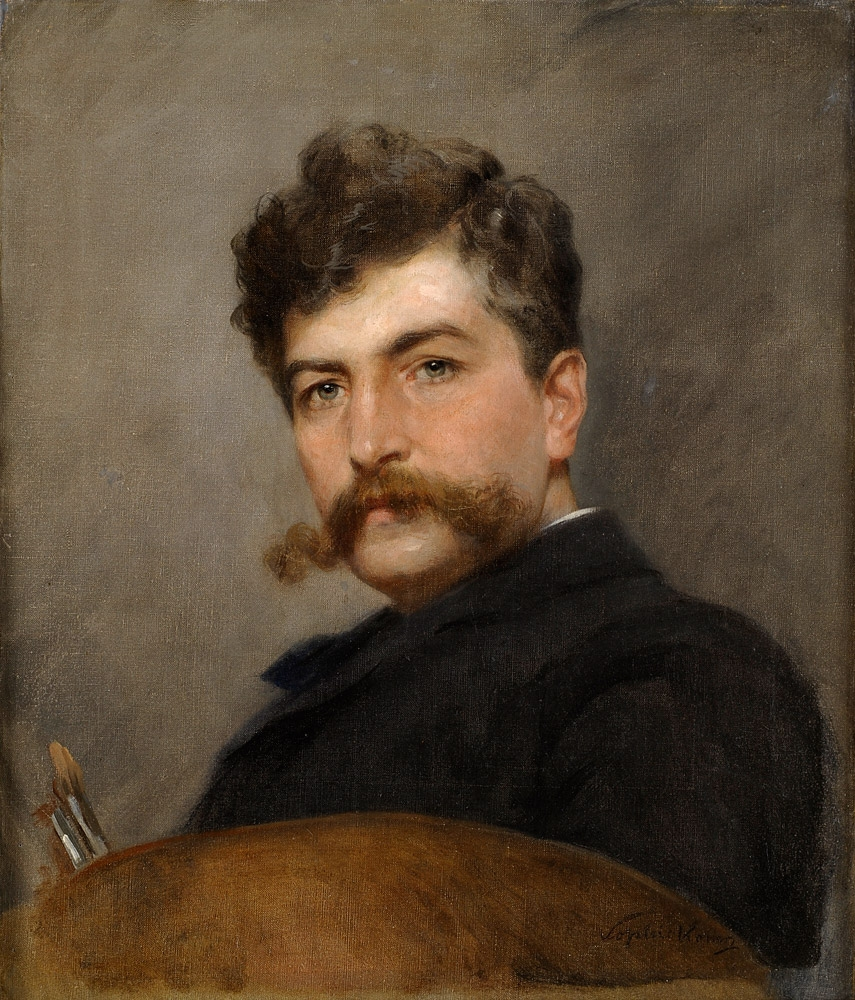
Max Koner
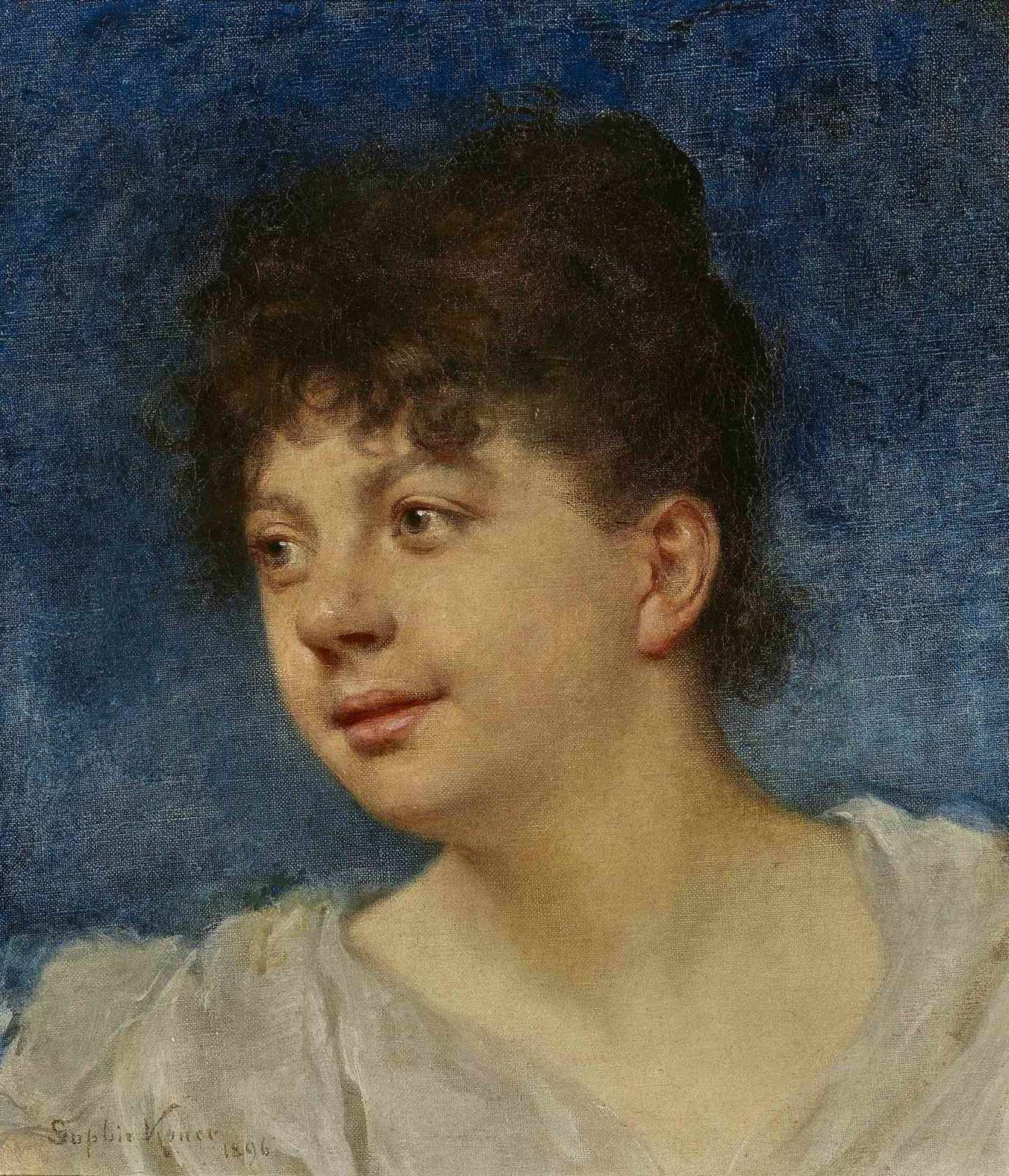
Frieda Kretschmann-Winckelmann (de), 1896
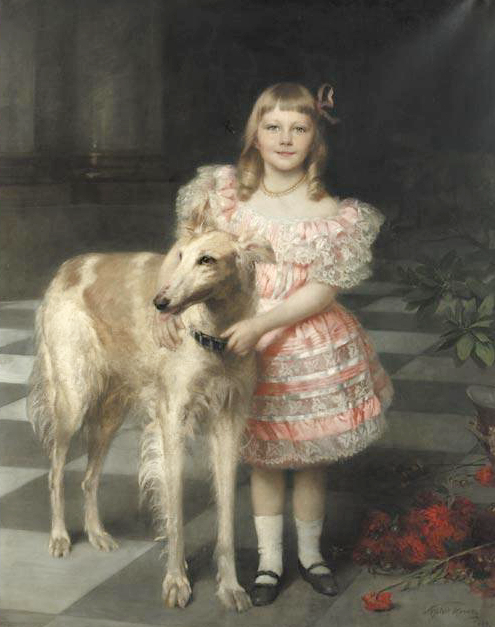
Princesse Victoria-Louise de Prusse, 1897
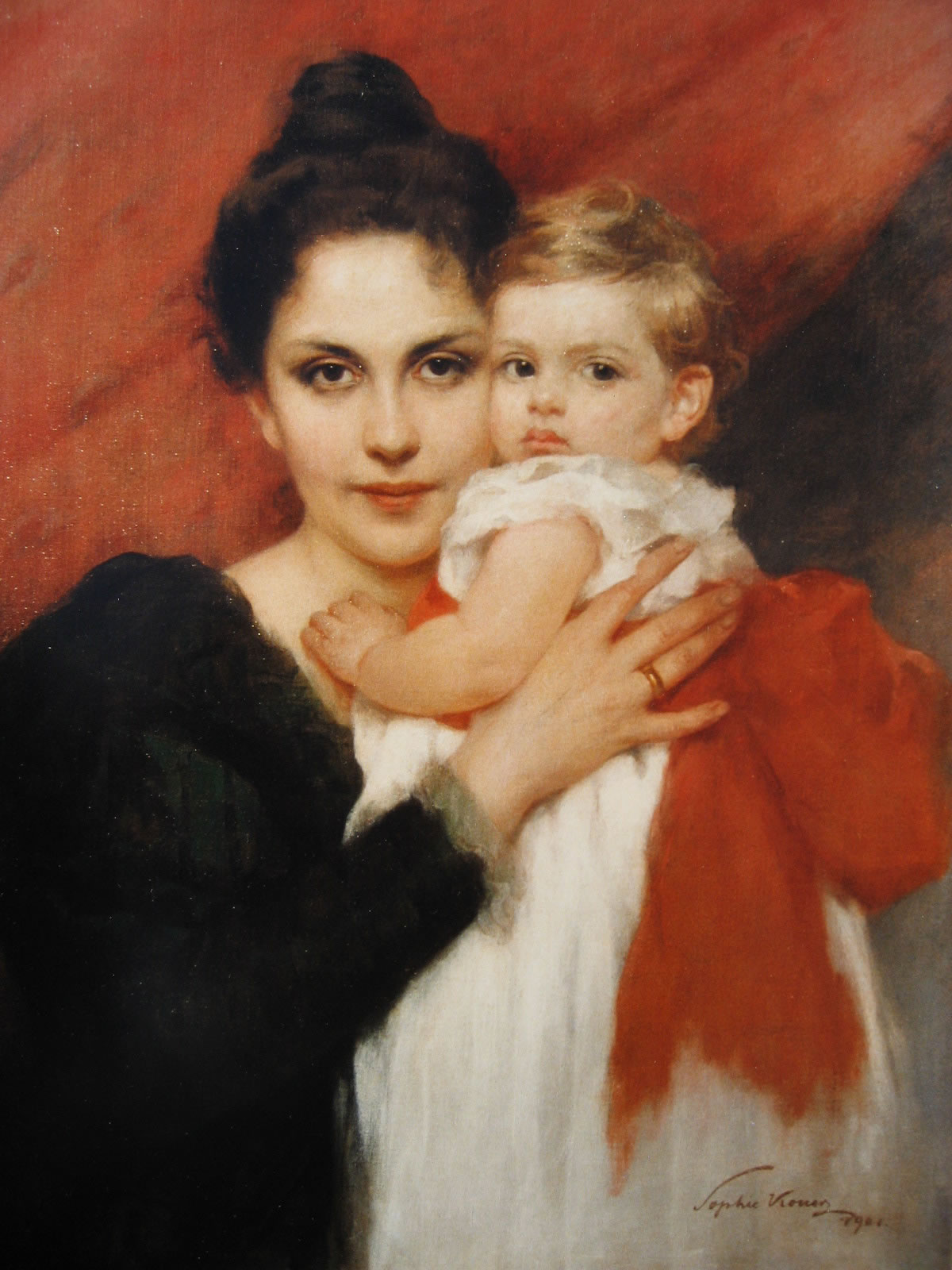
Maria Klemperer et son fils Otto (en), 1901
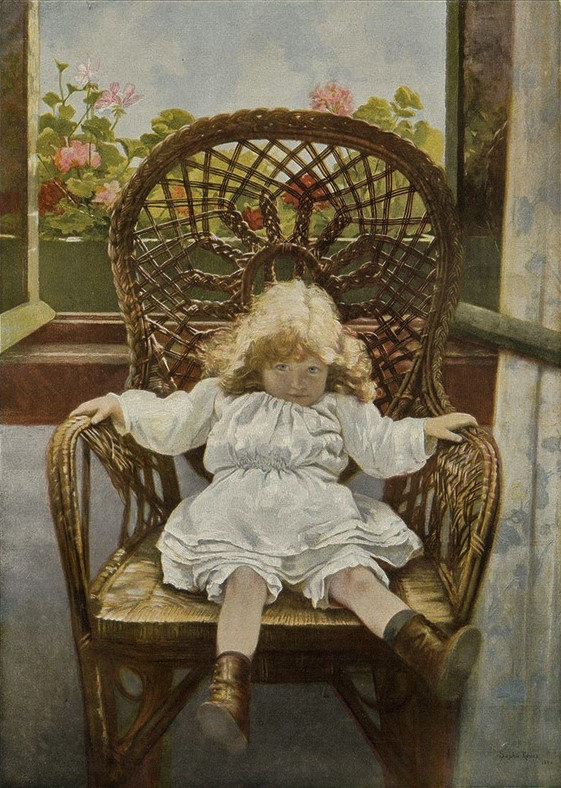
Portrait d'un enfant